# 古宮洋二
古宮 洋二（ふるみや ようじ、1962年〈昭和37年〉11月26日- ）は、日本の経営者。九州旅客鉄道株式会社代表取締役社長。

## 経歴
- 福岡県行橋市出身[1]。
- 福岡県立豊津高等学校、1985年に九州大学工学部を卒業後、同年に日本国有鉄道に入社した[1]。
- 九州旅客鉄道では鉄道部門で九州新幹線の全通と豪華寝台列車「ななつ星 in 九州」の実現に尽力した[2]。取締役総務部長、常務取締役鉄道事業本部長、取締役常務執行役員鉄道事業本部長、取締役専務執行役員鉄道事業本部長、取締役専務執行役員総合企画本部長を経て、2022年4月に代表取締役社長執行役員に就任した[1]。

## エピソード
- 入社以来、鉄道部門の仕事が最も長く、AIを活用した運行ダイヤの見直しや自動運転のプロジェクトを立ち上げてきた[3]。2022年6月の社長就任直後のインタビューにおいては、キーワードとして『積極果敢』を掲げており[3]、「未来の鉄道となると、無人化みたいなイメージがあると思いますけど、私は違うイメージで、いわゆる人がやる仕事と機械がやる仕事、これをうまく分けて、鉄道としてちゃんと自立していけるようなそういう体制を作っていきたい」と述べ[3]、また九州北部豪雨で被災したJR日田彦山線に導入予定のバス・ラピッド・トランジット（＝バス高速輸送システム）については、「地元に密着した乗り物になって、地元から愛されるBRTにしていきたい」と発言している[3]。
- 2022年7月以降、JR九州の乗務員の間で新型コロナウイルスへの感染が拡大し、一部特急列車の運休を余儀なくされた際、お盆期間には平常運転に戻したいとしたうえで「私も運転士経験者。もし足りなければ最後は私も乗務する」と発言し、万が一お盆期間に乗務員が不足し、乗務員経験者への再訓練でねん出した100人を動員しても乗務員不足が解消できない場合、最終手段として自らが乗務する考えを示した[4]。